# Теодор Хойс
 Тази статия е за германския политик.  За моста вижте Теодор Хойс (мост).  
Теодор Хойс (на немски: Theodor Heuss) е германски политик, либерал и 1-ви бундеспрезидент на Германия.

## Биография

### Произход и образование
Хойс е роден в Бракхайм, в близост до Хайлброн, провинция Баден-Вюртемберг. Следва икономика, държавно право, история, философия и история на изкуството в Мюнхен и Берлин. Получава докторат през 1905 г. в Мюнхен. През 1908 г. се жени за Ели Хойс-Кнап (1881 – 1952), от която има син.
След завършване на образованието си работи като политически журналист и директор на списанието „Die Hilfe“ („Помощта“) в Берлин от 1905 до 1912 г.

### Първа световна война (1914-1918)
От 1912 до 1918 г. е главен редактор на „Neckarzeitung“ („Некар Цайтунг“) в Хайлброн. В Берлин работи като редактор на новинарския седмичник „Deutsche Politik“ („Немска политика“). През 1910 г. се присъединява към Прогресивната народна партия (на немски: Fortschrittliche Volkspartei), в която остава до 1918 г.

### Между двете световни войни
Между 1923 и 1926 г. публикува списанието „Die Deutsche Nation“ (на немски: „Немската нация“). През 1918 г. става член на Германската демократична партия (Deutsche Demokratische Partei, DDP), политическият наследник на Прогресивната народна партия. Член на парламента от 1924 до 1928 г. и от 1930 до 1933 г.
През 1933 г., заедно със своите съпартийци от Германската демократична партия, Хойс гласува за „Позволителния закон“ (от немски Ermächtigungsgesetz), който дава изключителна власт на Адолф Хитлер. След края на мандата си в Райхстага, когато в Германия се забраняват политическите партии, Хойс се оттегля от активен обществен живот.

### Години на националсоциализъм (1933-1945)
В годините на Третия райх, Хойс остава в контакт с мрежа от либерали, което довежда до връзки с германската съпротива в края на войната, но Хойс остава безучастен.
През 1941 г. е сътрудник на либералния вестник „Франкфуртер Цайтунг“ (Frankfurter Zeitung), в който публикува предимно исторически и културни статии. През 1942 г. по заповед на Хитлер се забранява на германските вестници да публикуват текстове на Хойс. Хойс продължава да пише, но вече под псевдонимите Томас Бракхайм (Thomas Brackheim) и „r.s.“ Под псевдоним издава през 1940 г. и кратка биография на химика Юстус фон Либих.
През 1943 – 1945 г. живее и работи в Хайделберг. Работи предимно върху биографията на Роберт Бош, която му е поръчана от самия индустриалец преди неговата смърт.

### След Втората световна война (1945-1963)
В Хайделберг го заварва и краят на Втората световна война, където през 1945 г. заедно с Рудолф Агрикола и Херман Кнор получава лиценз за издаването на един от първите следвоенни вестници, „Рейн-Некар-Цайтунг“ (Rhein-Neckar-Zeitung).
На 24 септември 1945 г. е провъзгласен от американската военна администрация за министър на културата в провинция Баден-Вюртемберг. Между 1946 и 1947 г. е преподавател по история в Техническия университет в Щутгарт. Като един от създателите на либералната Народна демократична партия, превърнала се в Свободна демократическа партия, става член на парламента в провинция (Ландтаг) на Баден-Вюртемберг от 1946 до 1949 г. През 1949 г. Хойс получава титлата доктор хонорис кауза от Берлинския свободен университет.
През декември 1948 г. е избран за председател на новосъздадената западногерманска Свободна демократическа партия. Пропагандира обединяването на всички либерални партии във ФРГ, превъзмогвайки разделението между десни и леви либерали, съществуващо през Ваймарската република. През 1948 г. става член на парламентарния съвет (Parlamentarischer Rat) и получава голямо влияние върху Основния закон (Grundgesetz) – конституцията на Федерална република Германия.
В първия германски Бундестаг е избран за депутат от листата на либералите, които напуска след като е избран от Федералното събрание (Bundesversammlung) за бундеспрезидент на Федералната република. На избора неговата кандидатура е предпочетена на второто гласуване пред тази на социалдемократа Курт Шумахер. През 1954 г. Хойс е преизбран на поста бундеспрезидент още при първото гласуване и остава на власт до 1959 г. Той не пожелава да управлява трети мандат, защото това би наложило промени в конституцията.
Хойс дава точна форма на дейността на президента като управлява обективно. Като представител на либералите и на културните традиции на Германия, той е символ на увереността в следвоенна Германия. Неговите международни посещения допринасят в голяма степен за високата оценка, давана на все още младата Федерална република.
Хойс е застъпник на идеята за въоръжаване и изграждане на самостоятелна армия на Западна Германия, което му създава противници. Когато през 1955 г. армията е факт, противниците му са сломени. По този повод в една своя иронична реч към новите войници той казва „Nun siegt mal schön!“ („Хайде сега побеждавайте“), но отправена към бившите си противници.
През 1959 г. Хойс е награден с престижната „Награда за мир на немските книгоразпространители“ (Friedenspreis des Deutschen Buchhandels).
Умира през 1963 г. в Щутгарт, където е и погребан.
През 1964 г. се учредява фондацията „Теодор Хойс“, която ежегодно раздава наградите за гражданска инициатива и смелост в областта на демокрацията.
От 2002 г. последният му дом в Щутгарт е превърнат в къща музей „Теодор Хойс“. Самолетът, използван от бундеспрезидента, носи неговото име.